# Abschiebungshafteinrichtung München
Die Abschiebungshafteinrichtung München in der bayerischen Landeshauptstadt München ist eine spezielle Anstalt für Abschiebungshaft mit 22 Haftplätzen in der Zuständigkeit des Bayerischen Landesamtes für Asyl und Rückführungen (Sachgebiet 33) im Geschäftsbereich des Bayerischen Staatsministeriums des Innern, für Sport und Integration. Ihre Aufgabe ist die Verwahrung und Betreuung von volljährigen vollziehbar ausreisepflichtigen Ausländern zur Sicherung der Abschiebung.
Die Einrichtung wurde am 16. August 2018 in Betrieb genommen.

## Standort
Die Einrichtung befindet sich auf dem Gelände des Flughafens München.